# Ferrocarril Transmongoliano
El ferrocarril Transmongoliano (del ruso: Трансмонгольская железная дорога) sigue la antigua ruta del té y los caballos desde China a Rusia. Es una red ferroviaria que conecta Ulan Ude en Rusia (donde se une al Ferrocarril Transiberiano) con el distrito chino de Jining a través de la ciudad de Ulán Bator en Mongolia.
La línea se construyó entre 1949 y 1961. En la mayoría de Mongolia es de vía sencilla y en China es de vía doble. El ancho de vía es de 1520 mm en Rusia y Mongolia y de 1435 mm en China. Además hay ramales a las ciudades de Erdenet y Baganuur.  

## Historia
La construcción de ferrocarriles en Mongolia se produjo mucho más tarde que en el resto del mundo. Por ello la construcción de la línea Transmongoliana se inició en 1947, llegando a Ulán Bator desde el norte en 1950 y a la frontera con China en 1955. Antes de eso el único ferrocarril en Mongolia había sido una línea de 43 km abierta en 1938 conectando las minas de carbón en Nalaikh con capital y una línea 236 kilómetros (147 millas) de mercancías construida por los soviéticos y terminado en 1939.

## Funcionamiento

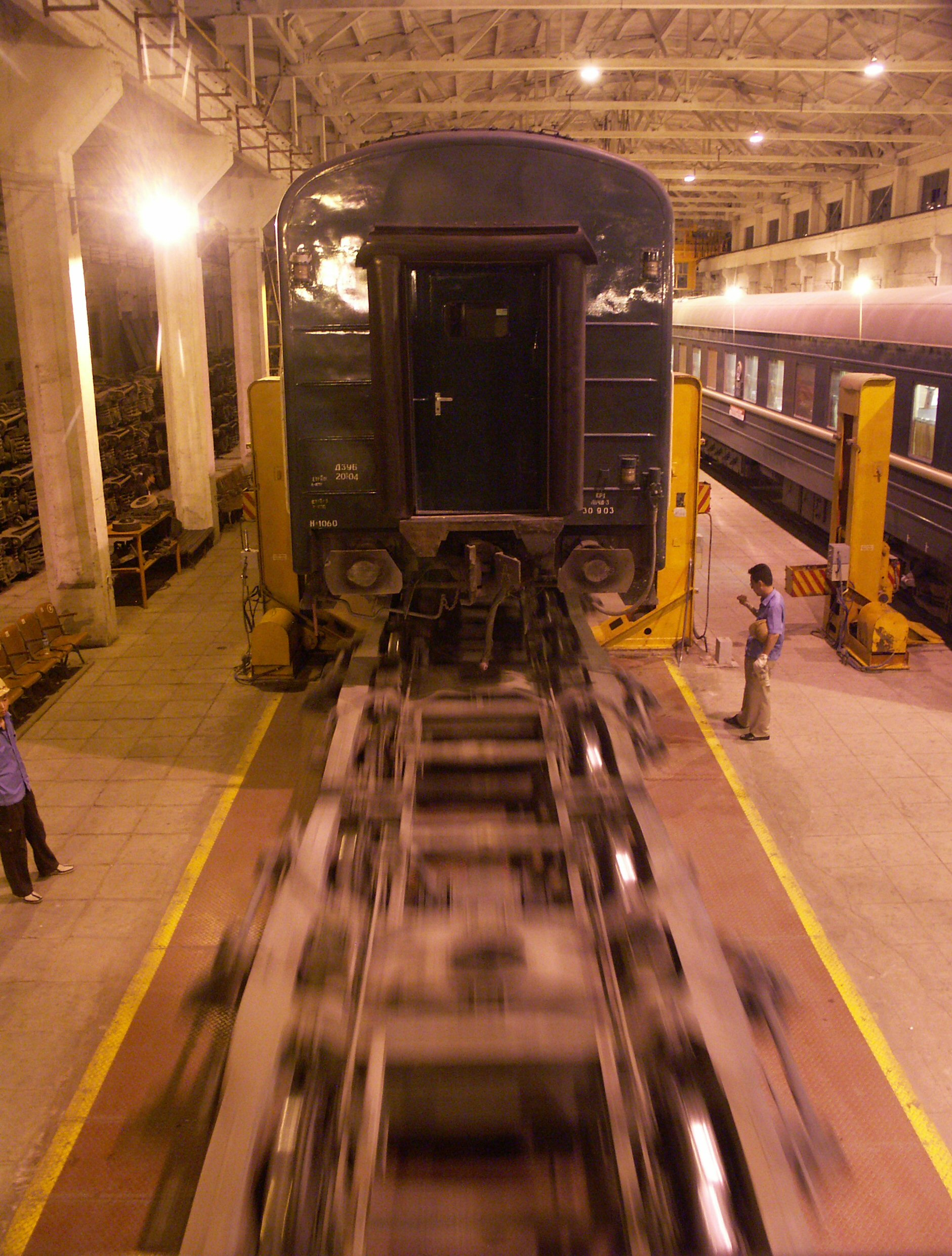
Cambio de ancho de vía ruso a chino en el ferrocarril transmongoliano.

La empresa ferroviaria mongol Mongolyn Tömör Zam transporta el 80% de todas las mercancías y el 30% de todos los pasajeros dentro del país. A raíz de la revolución democrática de 1990 el tráfico de mercancías se redujo aproximadamente a la mitad, pero hacia 2005 los tráficos habían regresado casi a los niveles anteriores. 
Como los ferrocarriles mongoles tienen un ancho de vía en 1.520 mm (ancho ruso) y China utiliza el ancho de vía estándar de 1.435 mm los trenes deben cambiar sus ejes en la frontera entre ambos países. Esta operación se realiza en la ciudad china de Erenhot, situada justo en la frontera con Mongolia. Cada coche debe ser levantado para que sus bojes sean cambiados, esta operación junto con el control aduanero y de pasaportes puede tomar varias horas. Los vagones de mercancías también intercambian sus bojes en la frontera.

## Imágenes

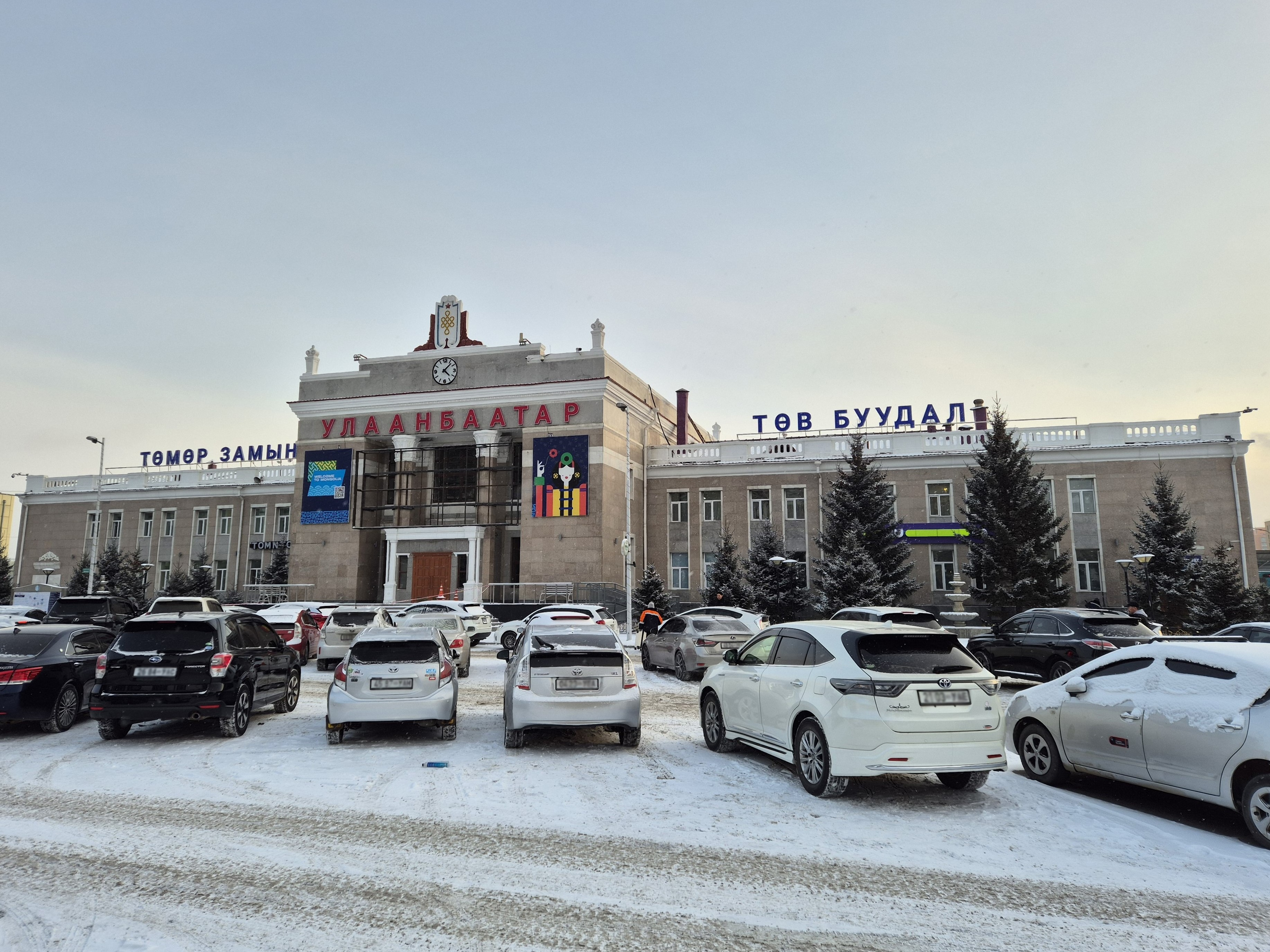
Estación de Ulán Bator.
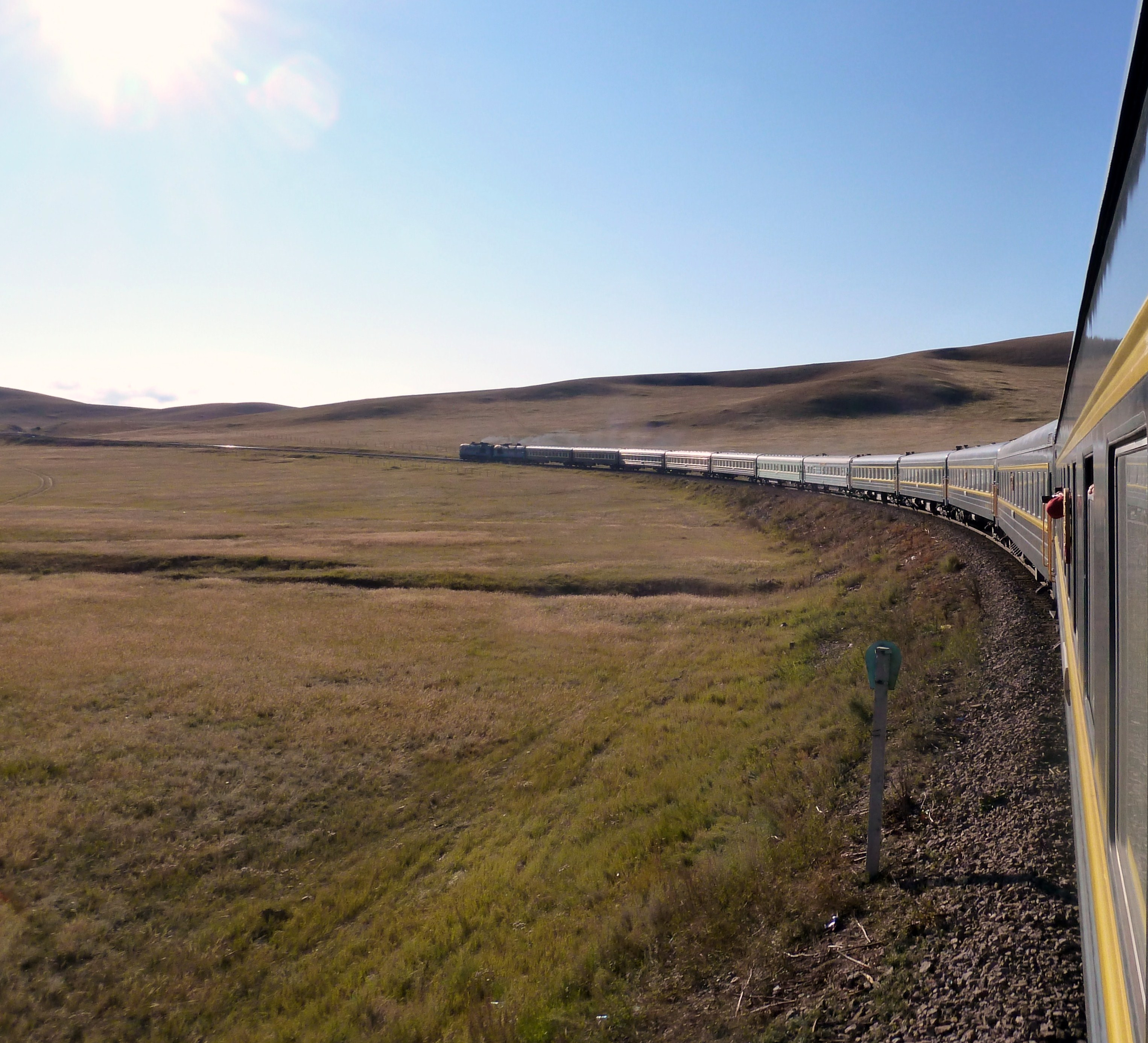
Transmongoliano atravesando el Desierto de Gobi.
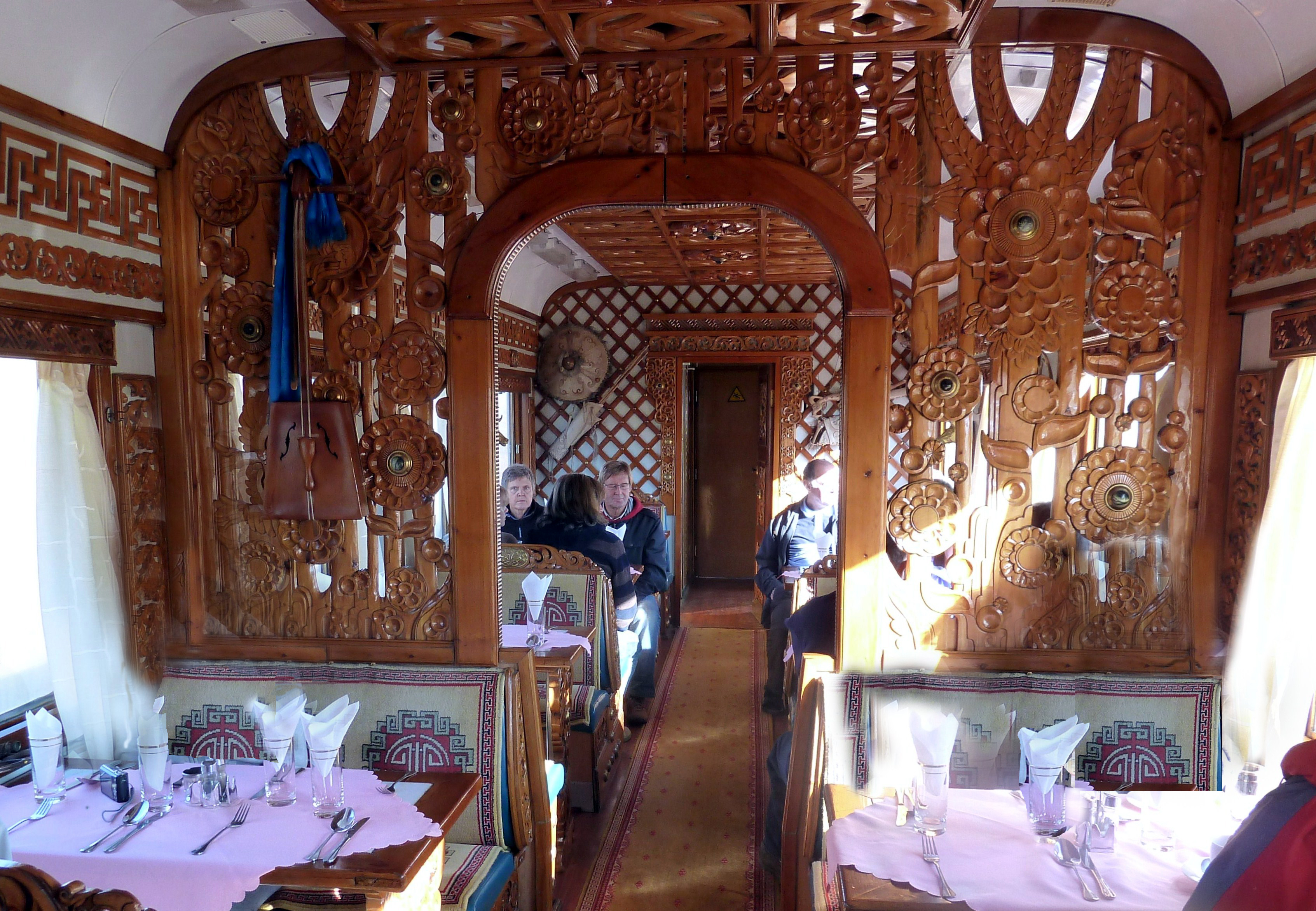
Interior de un vagón del Transmongoliano.
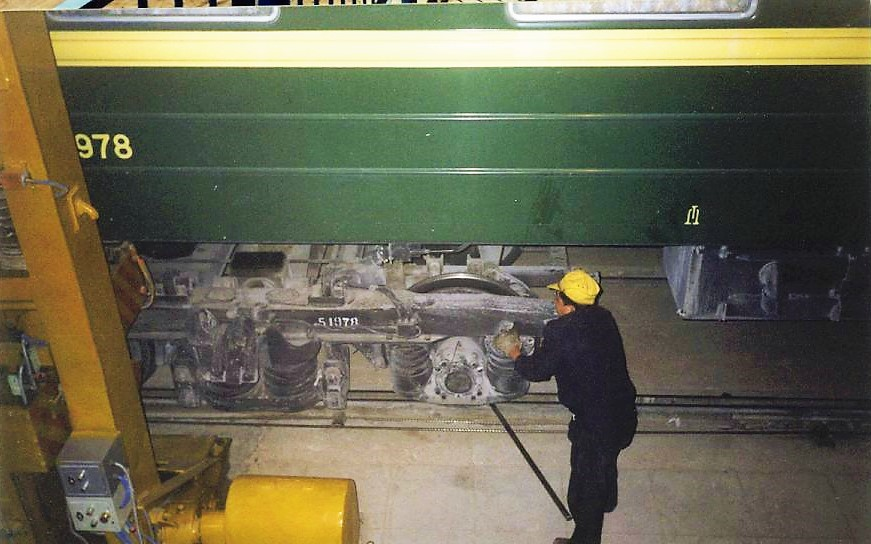
Cambio manual de bogies en la ciudad de Erenhot.
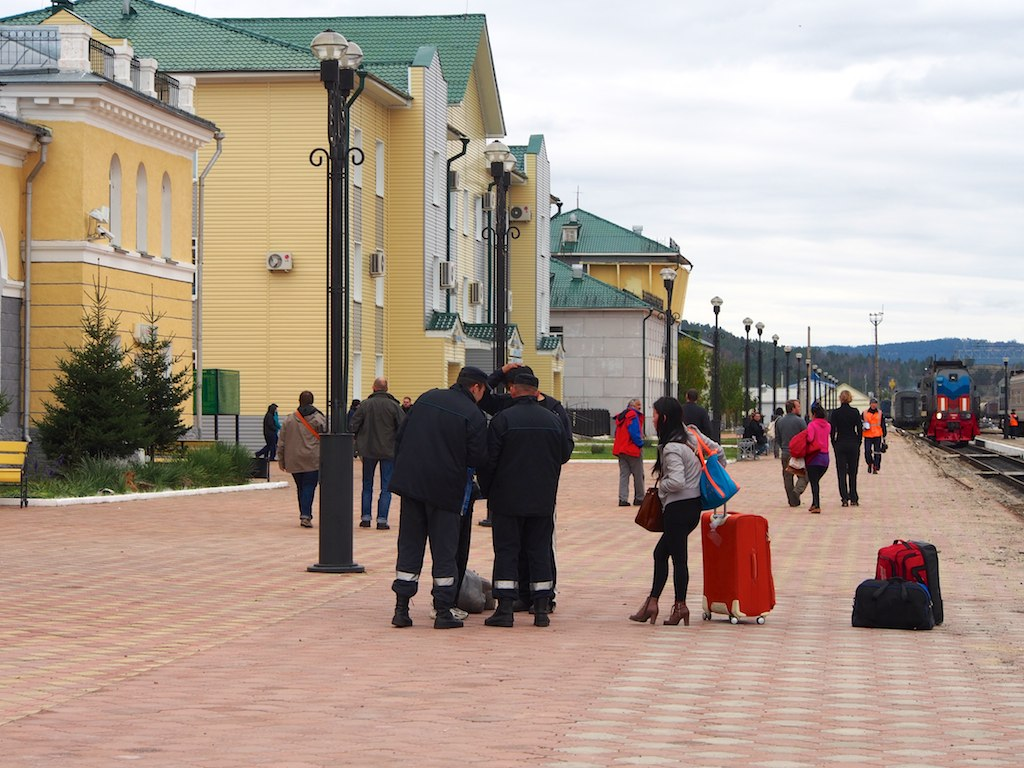
Naushki, estación en la frontera rusa.